# Chonburi (província)
Chon Buri é uma província oriental da Tailândia. Sua capital é a cidade de Chon Buri.

## Distritos
A província está subdividida em 10 distritos (amphoes) e 1 subdistrito (king amphoe ). Os distritos e o subdistrito estão por sua vez divididos em 92 comunas (tambons) e estas em 691 povoados (moobans).

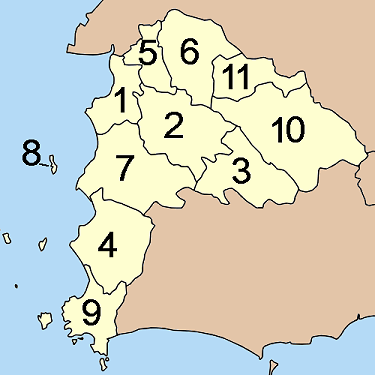
Distritos da província.

| Amphoe                                                             |                                                                    | King Amphoe |
| ------------------------------------------------------------------ | ------------------------------------------------------------------ | ----------- |
| 1. Chon Buri 2. Ban Bueng 3. Nong Yai 4. Bang Lamung 5. Phan Thong | 1. Phanat Nikhom 2. Si Racha 3. Ko Sichang 4. Sattahip 5. Bo Thong | 1. Ko Chan  |